# 兩頭蛇 (徽章)

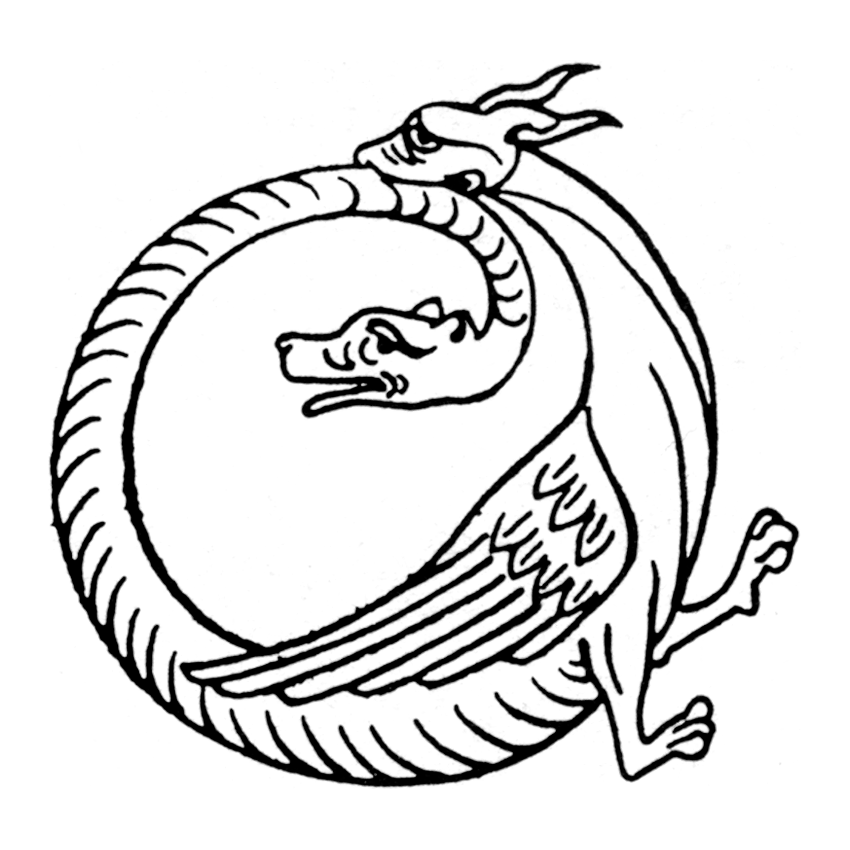
西方的雙頭蛇

雙頭蛇（Amphisbaena，「兩個方向進行」之意，亦稱為amphisbaenae、amphisbaina、amphisbene、amphisboena、amphisbona、amphista、amphivena或anphivena）是一種起源於博物志，身體兩邊都有頭的怪物。這種怪物可以同時向兩個方向行動，還可以向兩方掠食動物。雙頭蛇的兩個頭在合作無間時是很可怕的獵人，但意見相左就會為自己帶來厄運。在西方的徽章及紋章學，雙頭蛇是常見的一個圖案，類似的生物還有飛龍、銜尾蛇等。神話中的雙頭蛇在外型上和基因突變造成的雙頭蛇完全不同。

## 外部連結
- Theoi Greek Mythology : Amphisbaena（页面存档备份，存于）
- The Medieval Bestiary : Amphisbaena
- Dave's Mythical Creatures and Places - Amphisbaena
- Image of Amphisbaena[永久]